# Devassa (cerveja)
Devassa é a marca de uma cerveja criada em 2002, inicialmente artesanal e em 2007 adquirida pela Brasil Kirin. Atualmente pertence à cervejaria Heineken Brasil desde Fevereiro de 2017.

## História
Inventada no estado do Paraná, nasceu na cidade de Curitiba, como uma marca artesanal. Assim que adquirida pela Brasil Kirin passaram a produzir a cerveja chamada "Bem Loura" que por sua qualidade extremamente baixa foi descontinuada em 2016 quando a empresa decidiu fazer um reposicionamento da marca, apresentando-a como Tropical Beer, que seria uma melhoria na qualidade do produto que a partir de então seria uma cerveja feita com puro malte.
Denominada "Devassa Tropical Lager Puro Malte", a cerveja passou por relevantes mudanças de embalagem e da comunicação.[carece de fontes?] Existem também em Long Necks a Devassa Ruiva, cerveja avermelhada que se aproxima do estilo pale ale; a Devassa Negra, uma dark ale; e a Devassa Sunset, uma cerveja Lager e mais leve.

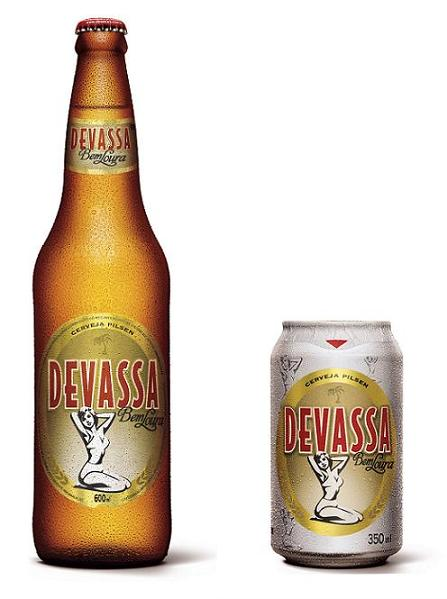
Garrafa e lata.

Após diversos anos no mercado, a Devassa passou por um processo de rebranding junto ao grupo econômico, sendo rebatizada como Petra, com uma nova infinidades de estilos, entre elas duplo malte, puro malte, entre outras. 

## Polêmica
Inicialmente foi lançado um teaser intitulado Bem Misteriosa sem revelação da marca nos meios de comunicação.
O primeiro comercial da cerveja "Bem Loura", estrelado pela socialite Paris Hilton, ao som do tema de O Homem do Braço de Ouro de Elmer Bernstein, provocou protestos em grupos de defesa dos direitos das mulheres que foram aderidas pelo Conselho Nacional de Auto-Regulamentação Publicitária (Conar). A campanha publicitária, Devassa Bem Loura, realizada pela agência de propagandas Mood, apresentaram Paris Hilton vestida com um vestido preto que pega uma lata da cerveja da geladeira e passa a lata por seu corpo e sendo observada por admiradores que estão na praia e fotografada por um homem, aparentemente seu vizinho. Para o Conar o comercial fazia apelo sexual. Posteriormente, a propaganda foi removida do ar pelo Conar.

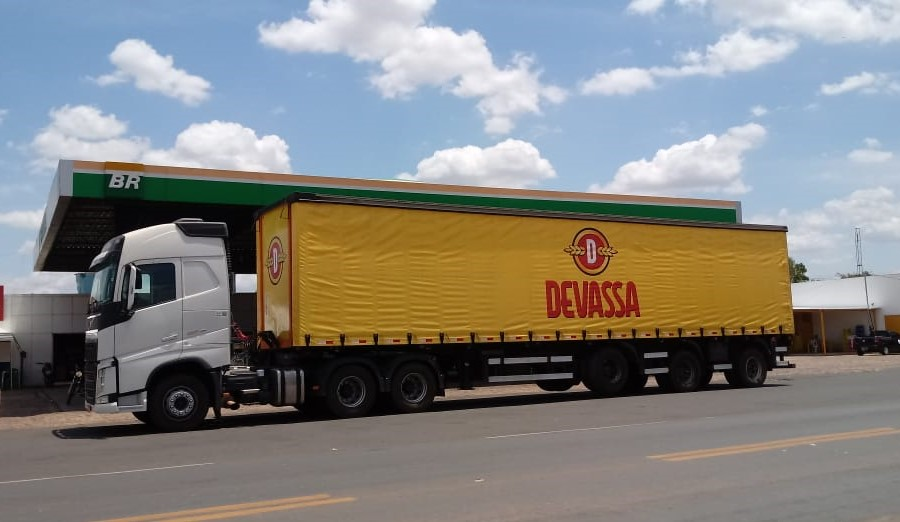
Carreta da cervejaria em Campo Maior, Piauí.

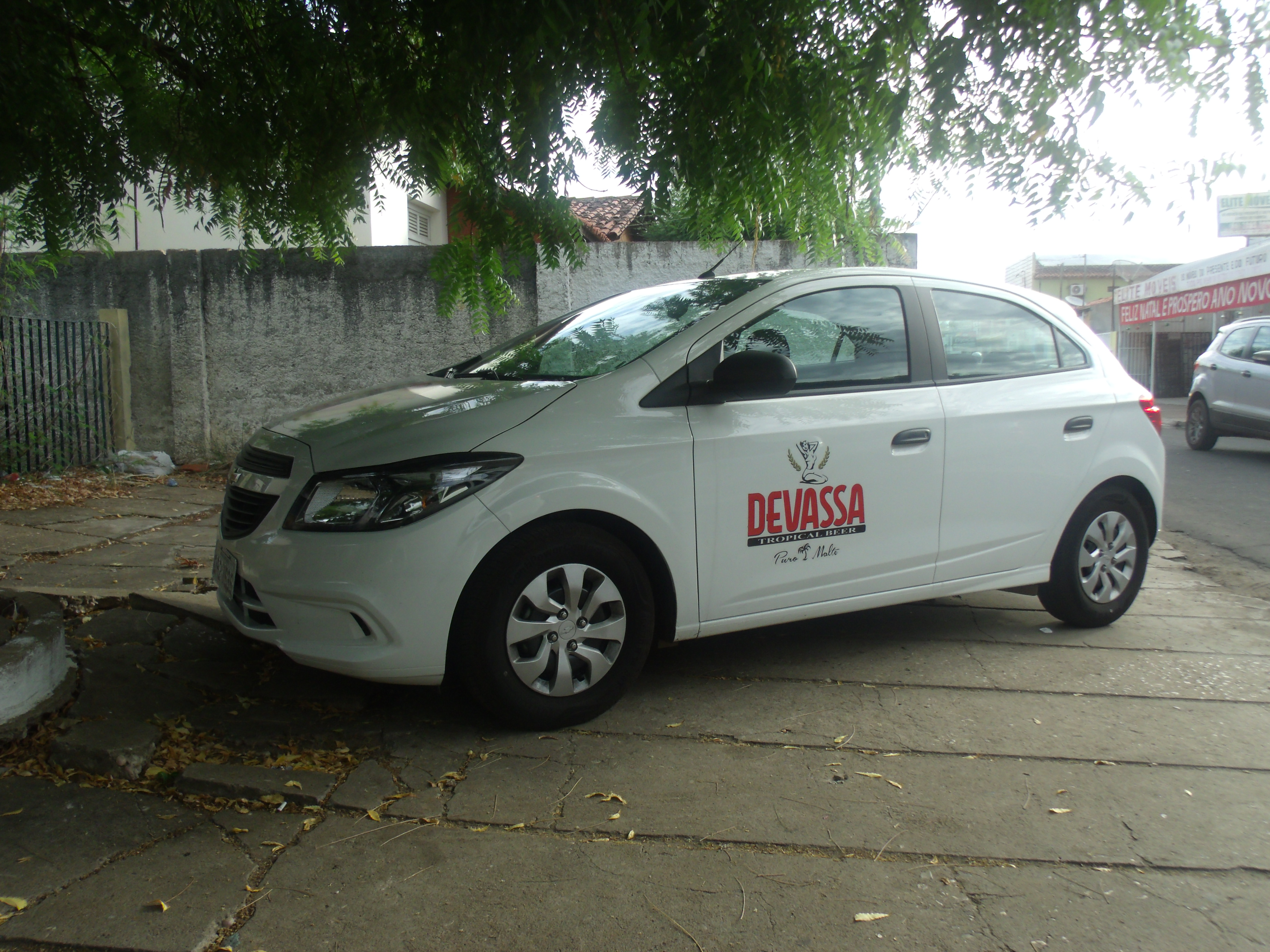
Carro com o logotipo da cerveja em Campo Maior, Piauí.

O comercial da cerveja foi re-editado e inseriu tarjas pretas na pin-up do rótulo da cerveja, tampando os seios da figura de uma mulher (apesar de estarem vestidos com um top) com tarjas pretas utilizadas para indicar censura.

## Garotas propaganda
Na primeira campanha publicitária da cerveja, em 2010, a socialite e modelo norte-americana Paris Hilton foi escolhida como garota propaganda da Devassa. O comercial provocou protestos de grupos feministas e, analisado pelo Conar, foi retirado do ar. Uma versão reeditada foi lançada, com algumas tarjas pretas indicativas de censura. Apesar da repercussão inicial, alguns veículos consideraram que, por Hilton ser conhecida "internacionalmente por escândalos, bebedeiras e uso de drogas", manter a imagem dela ligada à Devassa poderia ser um problema para a marca.
Em 2011, a segunda garota propaganda da cerveja foi a cantora brasileira Sandy, cuja escolha dividiu opiniões devido à imagem de "boa moça" da mesma. No entanto, ela foi considerada um grande acerto e um "tiro certeiro"; o administrador Thiago Petrucci escreveu: "[...] a escolha da cantora Sandy, nacionalmente conhecida, com credibilidade e alta popularidade, mostra-se acertada. [...] Na busca pelo impacto e grande repercussão da nova propaganda, a Devassa selecionou uma pessoa pública onde, até então, tem sua imagem vinculada à "garota recatada", calma, certinha, "boa moça". Dessa forma a cervejaria surpreende seus consumidores com o objetivo de demonstrar que todos têm seu lado descontraído. A repercussão da nova campanha publicitária com a Sandy foi enorme. Foi um dos assuntos mais comentados nas redes sociais, colocando a marca Devassa na pauta das conversas dos brasileiros. Enquanto estratégia de marketing, realinhamento da marca, na visão da marca como identidade, identificação do negócio, de como a empresa é vista e sentida no mercado, a escolha da cantora foi um tiro certeiro." Segundo a revista Exame, Sandy recebeu 1 milhão de dólares para estrelar a campanha.
Em 2012, optou-se por um garoto-propaganda, o empresário Hugh Hefner, criador da revista Playboy. Porém, este não compareceu ao camarote da cerveja na Marquês de Sapucaí, sendo representado pelo filho, Cooper Hefner.
Em 2013, a atriz brasileira Alinne Moraes foi escolhida como musa da cerveja e do camarote Devassa para a temporada 2013. O mote da campanha foi a "primeira vez com uma Devassa". O comercial também chegou a ser denunciado ao Conar, porém, desta vez, foi absolvido.

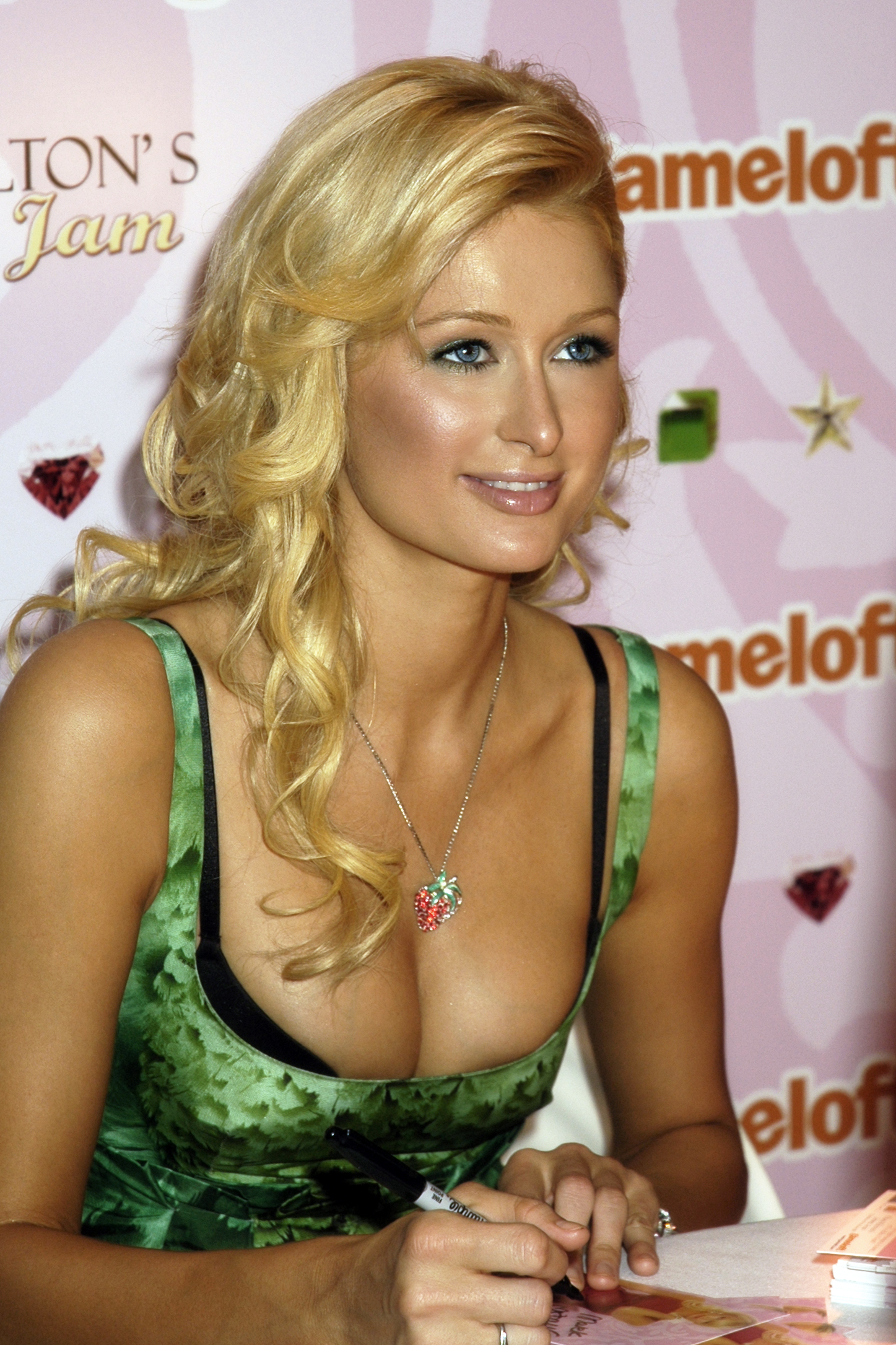
A socialite e modelo Paris Hilton, a 1° garota propaganda da cerveja, em 2010, conhecida por baladas e escândalos.
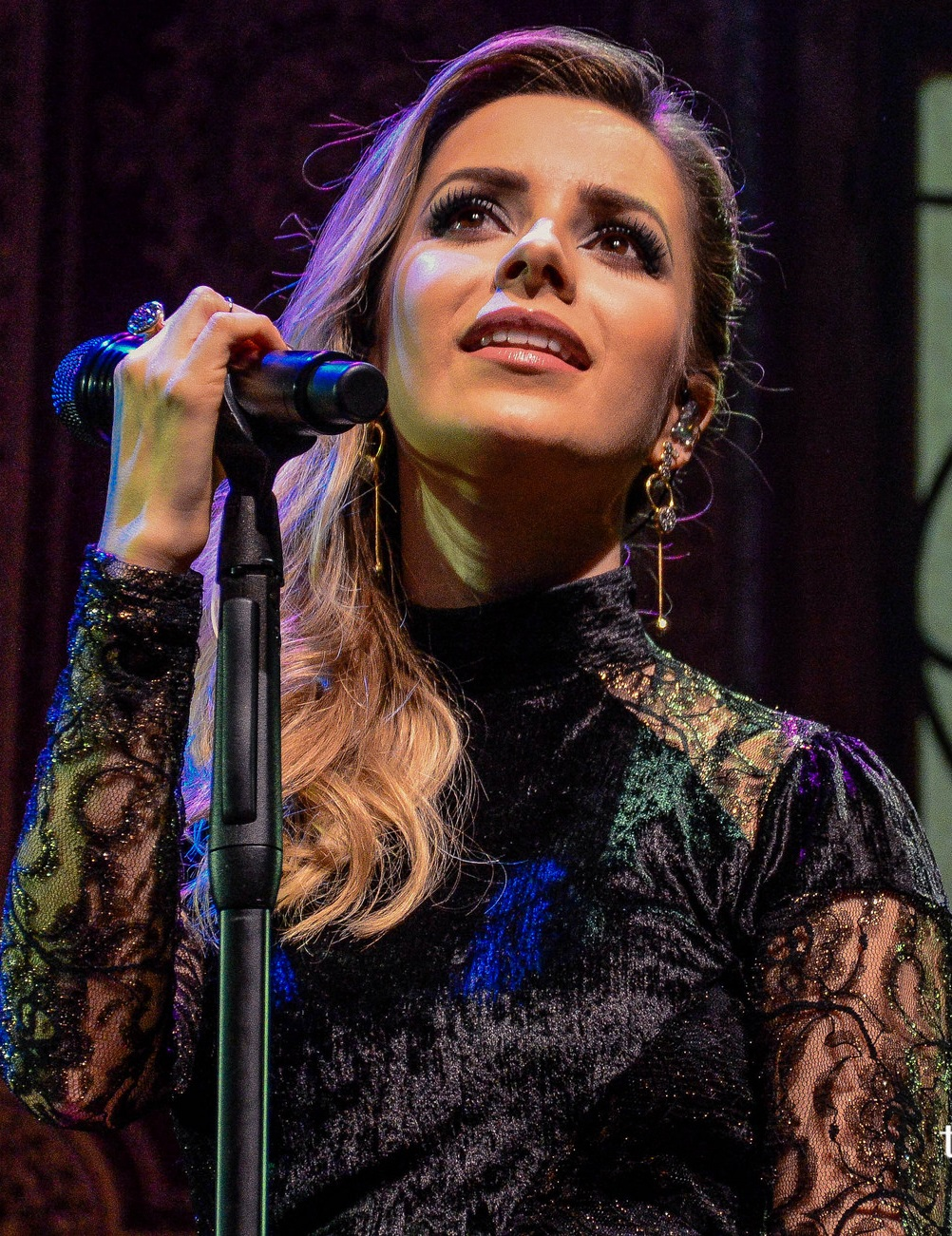
A cantora Sandy, musa de 2011, conhecida por sua imagem de "boa moça", num contraponto à imagem passada pela cerveja.
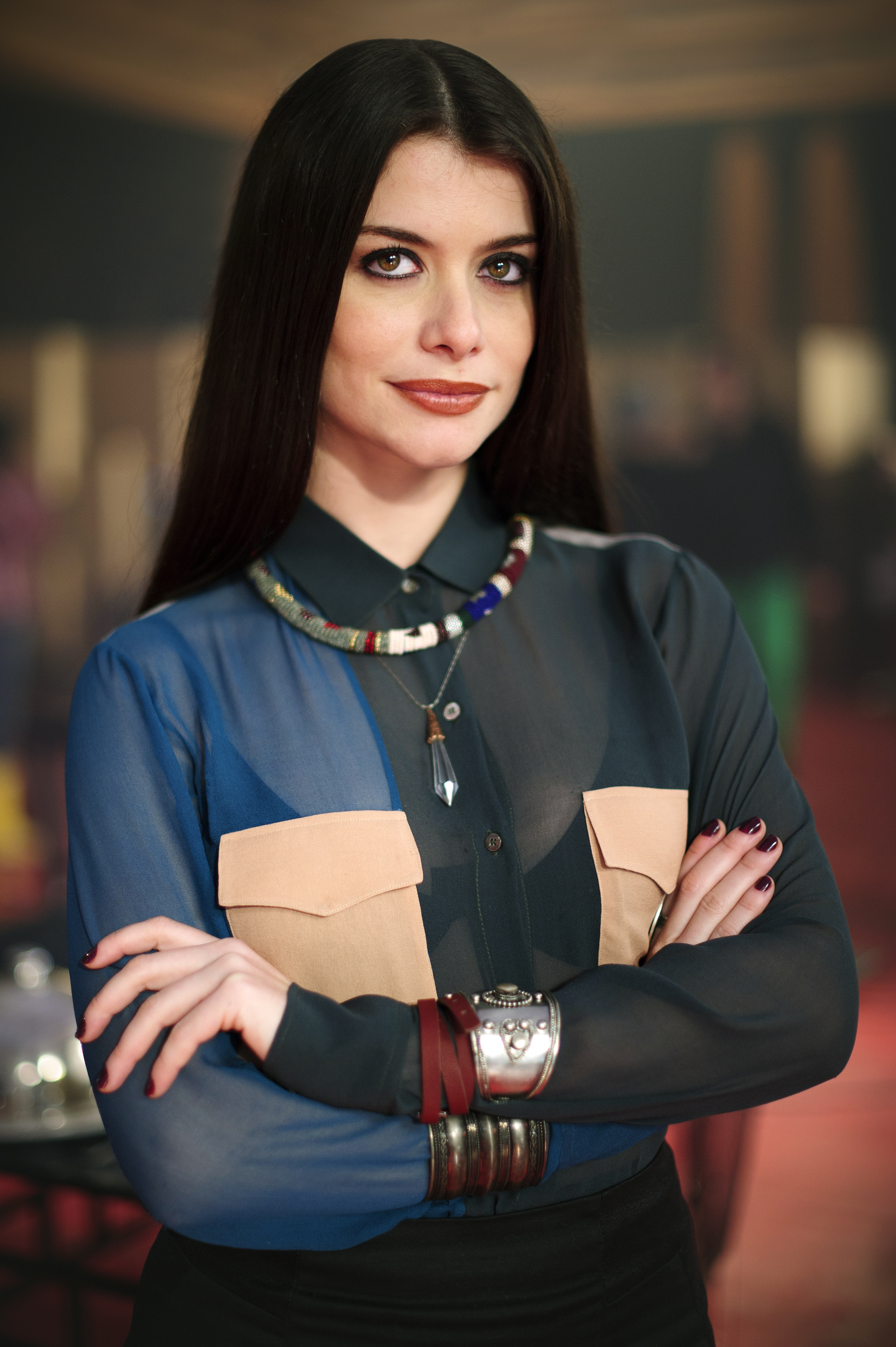
A atriz Alinne Moraes, musa da cerveja em 2013, cujo mote da campanha foi a "primeira vez com uma Devassa".